# Greg Buckingham
Greg Buckingham est un nageur américain né le 29 juillet 1945 à Riverside (Californie) et mort le 11 novembre 1990. Il est le frère du musicien Lindsey Buckingham.

## Biographie
Greg Buckingham dispute l'épreuve du 200 m 4 nages aux Jeux olympiques d'été de 1968 de Mexico et remporte la médaille d'argent. Il meurt le 11 novembre 1990 à l'âge de 45 ans d'une crise cardiaque.